# Endrédy Vendel
Endrédy Vendel, születési nevén Hadarits Kálmán (Fertőendréd, Osztrák–Magyar Monarchia, 1895. január 19. – Pannonhalma, 1981. december 29.) a Grősz-perben elítélt római katolikus ciszterci szerzetespap, zirci apát. Boldoggá avatási eljárását 2012-ben indította el a Ciszterci Rend Zirci Apátsága.

## Fiatalkora
Endrédy Vendel Hadarics Kálmán néven született 1895. január 19-én a Sopron vármegyei Endréden (ma Fertőendréd), egy mélyen vallásos, tízgyermekes katolikus család negyedik gyermekként. A soproni, majd a győri bencéseknél végezte gimnáziumi tanulmányait, kitűnő eredménnyel. A gimnázium után a budapesti Magyar Királyi Pázmány Péter Tudományegyetem Hittudományi Karára iratkozott be, mellette matematikát és fizikát hallgatott. Itt ismerkedett meg azokkal a fiatalokkal, akik nemcsak civil hallgatói voltak az egyetemnek, hanem közben – ahogyan ő is – teológiára is jártak, és sokan közülük szerzetesnövendékek voltak.

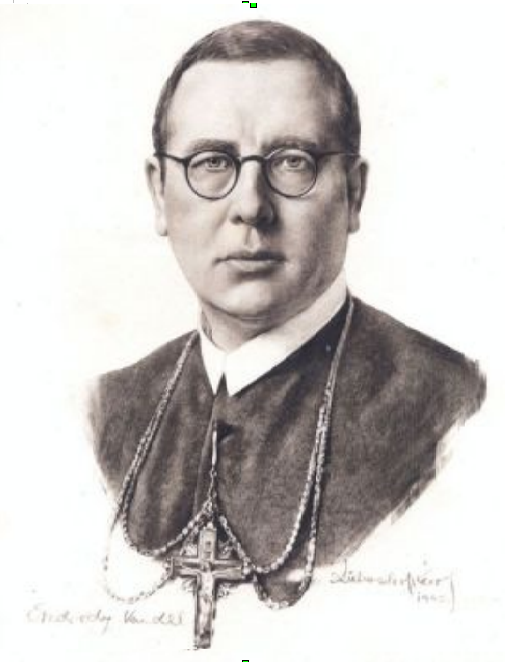
Endrédy Vendel

## Szerzetesnövendékként

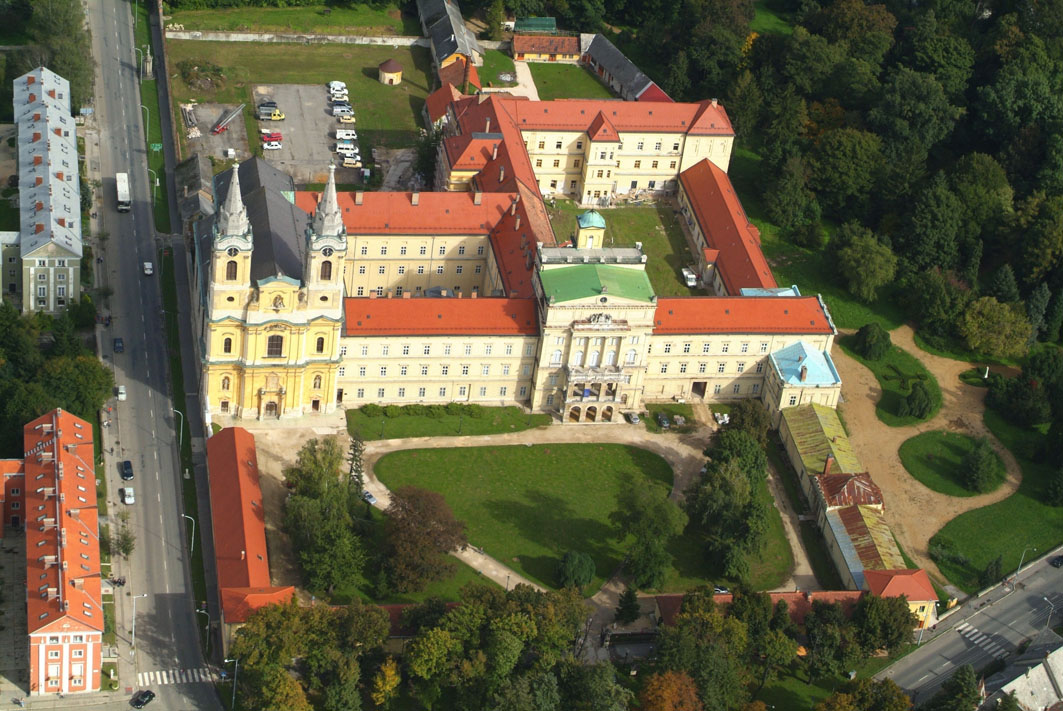
A zirci ciszterci apátság

1917-ben szemináriumi prefektusa tanácsára kérte felvételét a Ciszterci Rend Zirci Apátságába. 1917. augusztus 14-én öltötte magára a ciszterci novíciusok fehér ruháját, és ekkor vette fel szerzetesi névként a Vendelt. A Zircen töltött novíciusév befejezése után újra Budapestre került, a rend tanulmányi házába, a Bernardinumba, ezután innen látogatta az egyetemet, amelynek ebben a tanévben lett rendes hallgatója. 1918-ban az első világháború elvesztése és következtében az őszirózsás forradalom, valamint (és különösen) a magyarországi Tanácsköztársaság rövid időszaka felforgatták a ciszterciek életét is, és meg-megzavarták az 1918/19-es tanév rendjét. Hadarics Kálmán Vendel a Bernardinum szekularizálása következtében a Központi Papnevelő Intézetbe került egy nagyon rövid időre. 
A kommün bukása után azonban visszaállt a rendi élet, és a Bernardinumban is zavartalanul folytathatták tanulmányaikat a növendékek. Hadarics 1922 áprilisában szerezte meg tanári oklevelét mennyiségtanból és természettanból, mindkettőből kitűnő eredménnyel. Közben pedig 1919. december 28-án pappá szentelték, majd 1921. augusztus 31-én ünnepélyes fogadalmat tett.

## Szerzetestanárként
Annak ellenére, hogy egyetemi tanulmányai alatt kiváló természettudós vált belőle, és akár egyetemi oktatóként és kutatóként tudományos pályára is léphetett volna, mégis elhagyta az egyetem fizikai intézetét, és rövid tanársegédi időszak után elkezdte működését gimnáziumi tanárként. Az 1942-ben kiadott rendi sematizmus szerint már 1920-tól folyamatosan, tizenhét éven keresztül tanított a ciszterci rend budapesti Szent Imre Gimnáziumában természettant és mennyiségtant, holott diplomáját csak 1922-ben szerezte meg. Ez nyilvánvalóan csak úgy volt lehetséges, hogy egyetemi tanulmányai mellett, kisegítő tanárként oktatott a rend budai gimnáziumában. 1938-ban Bitter Illés utódaként a Szent Imre Gimnázium igazgatójává nevezték ki. 1939-ben vezetéknevét Endrédyre változtatja.

## Zirci apátként

### A második világháború alatt
1939. március 18-án választották meg a zirci, pilisi, pásztói és szentgotthárdi egyesített ciszterci apátságok apátjává és a Ciszterci Rend Zirci Kongregációjának elnök-apátjává. A benedikálást Serédi Jusztinián bíboros, esztergomi érsek végezte 1939. április 10-én, a zirci apátsági templomban.
Endrédy Vendel zirci apátként nagy lelkesedéssel kapcsolódott be a közéletbe és a karitatív, valamint szociális munkába. Ebben az időszakban alakult ki az a szerteágazó kapcsolatrendszere, amelynek révén segíteni, támogatni tudta rendje boldogulását az 1945 utáni, egyre szűkülő lehetőségek dacára, és amely kapcsolatrendszert a kommunista hatalom végül is felhasznált személye és rendje megtörésére. 
1944. március 29-től Sztójay Döme kormánya sorra hozta a zsidók életét ellehetetlenítő és megbélyegző rendeleteket, május 15-től pedig megkezdődött gettóba gyűjtésük és elhurcolásuk. Sok zsidót fogadtak be a szerzetesházakba és a zárdákba, így a zirci apátságba, a ciszterciek tanítóképzőjébe és tanulmányi házába, a Bernardinumba is. 1944 végén Horváth Konstantin, az intézet igazgatója és házfőnöke tizenhat üldözöttet fogadott be és bujtatott, akik így megmenekültek az elhurcolástól. 
Endrédy Vendel kapcsolatban állt a Magyar Szent Kereszt Egyesülettel, amit 1939-ben hoztak létre a kikeresztelkedett zsidók (konvertiták) érdekképviselete céljából, majd idővel messze túlnőtt ezen a feladaton, és keresztségtől függetlenül segítette a zsidókat, kivált az árván vagy átmenetileg szülő nélkül maradt gyermekeket. A zirci apát anyagi támogatásával segítette a szervezet működését, ahogy támogatta a zirci bombakárosultakat és az átmenetileg a városban állomásozó magyar katonákat is.

### A kibontakozó egyházüldözés idején
A második világháború után a zirci apátság lehetőségei egyre csökkentek. A földreform következtében komoly földterületeket veszített el, ami nagy anyagi nehézséget jelentett. 1948 márciusában először a zirci apátsághoz tartozó parkot, majd a rend kezén megmaradt gyümölcsöst, plébániai földeket, szőlőt akarták elvenni. Ezeket ugyan még sikerült megtartani, de az április 29-én elfogadott 1948. évi XXV. törvény értelmében a rendkívül jól jövedelmező nagyvenyimi étolajgyárat államosították, ami a későbbiekben nagy hiányokat eredményezett az apátsági büdzsében. A legnagyobb veszteséget azonban az iskolák állami kézbe vétele, és így a rendi gimnáziumok elvétele jelentette. Ezzel megsemmisült a ciszterci rend legnagyobb munkaterülete Magyarországon. Endrédy Vendelnek és az apátság vezetőinek ki kellett dolgozniuk a továbbélés lehetőségeit, elhelyezni a rendtársakat a tanári pályán kívül, és felkészülni a további megszorításokra és a támadásokra szerzetesi létük ellen. 
Endrédy Vendel az apátságot ért nehézségekről és a hazai egyházi helyzetről Fűz Balázson keresztül folyamatosan tájékoztatta a ciszterci rendi központot Rómában. Így Zirc – annak ellenére, hogy a hivatalos kapcsolattartás lehetősége 1945-ben a magyar állam és az Apostoli Szentszék diplomáciai kapcsolatának megakadása miatt korlátozottá vált –, mégsem volt teljesen elszigetelve az egyetemes rendi élettől. A zirci apát hivatalából adódóan 1948-ban meghívást kapott a ciszterci rend Svájcban megrendezett definitóriumára. Nagy nehézségek és hosszas várakozás után kapott csak útlevelet Cavallier József külügyminisztériumi tisztviselő és Bánáss László veszprémi püspök segítségével, és azzal a feltétellel, hogy a fenti két személy kezességet vállal arra, hogy Endrédy nem disszidál.
Útlevele – amit október 19-én kapott meg – 1949. április közepéig volt érvényes Olaszországra, Ausztriára és Svájcra, így a kezdeti akadályok leküzdés után a zirci apát 1948 végén két utazást is tett külföldre. Mindegyikkel az volt a célja, hogy apátsága és a magyar katolikus egyház részére segítséget, tanácsot kérjen a szorongatott helyzetben. Az apát intenzív megfigyelése az utazásokat megelőző időszakban kezdődött, s ezután letartóztatásáig folyamatos volt. Mindszenty József letartóztatása, majd elítélése, akinek közeli bizalmasa volt, mélyen érintette, felkészült arra, hogy hamarosan rá is sor fog kerülni.

### A szerzetesrendek felszámolása
1950-ben, amikor a déli határvidékről a szerzeteseket kitelepítették, több száz szerzetest fogadott be az apátságba. Az Elnöki Tanács 1950. évi 34. számú törvényerejű rendelete a szerzetesrendek működési engedélyének megvonásáról szeptember 7-én jelent meg a Magyar Közlönyben. A felszámolásra ítélt rendi közösségek három hónapot kaptak a kiköltözésre, tehát szeptember 7. és december 5. között a szerzetesházakat ki kellett üríteni, és át kellett adni az államnak. A ciszterci rend betiltását Rákosi Mátyás kifejezetten Endrédy Vendel személye miatt szorgalmazta. Amikor a zirci apát tudomást szerzett arról, hogy rendje Magyarországon az ő személye miatt lesz felszámolva, azonnal felajánlotta a lemondását. 
Horváth Konstantin naplója szerint 1950. augusztus 23-án tartottak rendi tanácsot, amelyen Endrédy Vendel szavaztatni akart arról, hogy amennyiben a zirci apátság további megmaradása múlik az ő személyén, maradjon-e az apátság élén vagy távozzon. A tanács egyhangúlag elhárította a döntést. Ekkor adott utasítást, hogy a rendi növendékeket külföldre kell szöktetni. A szökés több csoportnak sikerült, akik később a mai is létező dallasi ciszterci apátságban telepedtek le az Amerikai Egyesült Államokban. Egy csoportot az osztrák hatóságok elfogtak, s őket visszaszolgáltatták a magyar államnak. Ennek az elfogott csoportnak a vallomásai szolgáltattak jogalapot a főapát 1950-es letartóztatására. Bár felmerült a kérdés, hogy jó lenne, ha az apát is külföldre menekülne, ő ezt nem tette meg.

## A Grősz-per vádlottjaként

### Vádirat és ítélet
Az MDP vezetősége 1951 tavaszán nagyszabású kirakatper előkészítéséről határozott. A monstre persorozatban végül az egyház és az állam közötti tárgyalásokat vezető és az egyezményt aláíró főpap, Grősz József kalocsai érsek kapta a „főszerepet”. 
A főperben az érsek mellett nyolc vádlott állt a bíróság elé, köztük két ciszterci szerzetes, Endrédy Vendel zirci apát, hatodrendű és Hagyó-Kovács Gyula, az apátság vagyonának kezelője, hetedrendű vádlottként. Endrédyt 1950. október 29-én, néhány nappal azután, hogy elhagyta Zircet, és elkezdett berendezkedni a számára kijelölt lakóhelyen, a Központi Szeminárium épületében, az ÁVH emberei letartóztatták – a gyilkossággal vádolt pálosok (lásd: Vezér Ferenc) után elsőként a későbbi Grősz-per vádlottjai közül. 
A zirci apátot letartóztatása után az Andrássy út 60-ba szállították, és azonnal megkezdték a kihallgatását. Az Endrédy elleni vizsgálatot Gerő Tamás államvédelmi hadnagy Rákosi Mátyás az 1950-es egyezményt megelőző egyik tárgyaláson, amikor arról beszélt, miért nem engedélyezheti a ciszterci rend további működését, kijelentette: „Endrédy valóban egy ember, én nem akarom őt bántani, neki egy haja szála sem fog meggörbülni, de ő képviseli rendjének szellemét.”
Az ígérettel ellentétben Endrédy Vendellel szemben a kihallgatások alatt kegyetlen bánásmódot alkalmaztak. Kínzásai alkalmával összerugdosták, megverték, nagyfeszültségű áramot vezettek egyes testrészeibe, megalázó gyakorlatokat kellett végeznie, injekcióval kábították el, nem engedték aludni. Vele szemben a „demokratikus államrend” megdöntésére irányuló szervezkedés, kémkedés, valutaüzérkedés és külföldre szöktetés volt a vád. 1951. június 28-án Endrédy Vendelt tizennégy év fegyházbüntetésre ítélte a Budapesti Népbíróság Olti Vilmos vezette különtanácsa.

### A börtönben
A zirci apátot – hasonlóan a többi „komoly” politikai elítélthez – éveken keresztül elkülönítve, mintegy titkos fogolyként őrizték. Azonosítási száma 475–D–975 volt. Nem tudhatott semmit a külvilágról, és a külvilág sem tudhatott róla semmit. Unokaöccse és rendtársai is kutattak utána, minden eredmény nélkül. Először – visszaemlékezése szerint – a Conti utcai börtönben raboskodott három évig teljes magányban. A személyi dossziéjában őrzött anyag szerint 1954. március 24. után a Kozma utcai börtönben (azaz a Gyűjtőfogházban) tartották fogva. 1954. augusztus 14-én szállították át a váci fegyházba, lefüggönyözött autóban. Itt, ahol közel két évet töltött, egyáltalán nem volt fűtés, és visszaemlékezése szerint nagyon rossz körülmények között élt. 
A zirci apát 1956. március 30-án került vissza Budapestre, a Gyűjtőfogházba. Itt már rendszeresen vitték sétálni, olvashatott, kapott papírt, írószert is, így jegyzetelhetett, számolhatott. Komolyabb betegséget nem kapott a börtönévek alatt, csak a szokásos rabbetegségektől szenvedett: gyomor- és bélbántalmak, vitaminhiány, szívgyöngeség és álmatlanság kínozták, fogai meggyengültek, egyensúlyzavarai voltak. Az orvosi ellátást elfogadhatónak találta: elkülönített rabként nem a raborvos, hanem az ÁVH orvosa kezelte. Endrédy csak a forradalom kitörése után, 1956. november 1-jén hagyhatta el a börtönt. A forradalom alatt és az utána következő hónapokban a piaristák budapesti rendházában talált menedéket. Meghurcolásának történetét itt diktálta le először egy piarista atyának, majd Palos Bernardin cisztercinek. Második fogságát a forradalmat követő megtorlás időszakában 1957. március 2. és augusztus 23. között töltötte.

## Szabadulása után
Endrédy Vendel zirci apát 1957. december 17-től egészen 1981. december 29-én bekövetkezett haláláig a pannonhalmi szociális otthonban élt – a Belügyminisztérium utasítására –, és korlátozott körülményei között is vezette a magyarországi cisztercieket, amennyire a politikai viszonyok és egészségi állapota lehetővé tette ezt. Endrédy Vendel 1967 őszén egészségi állapota romlása miatt kezdett el komolyan foglalkoztatni a gondolattal, hogy ki követhetné őt a zirci apátság élén. 1970 nyarán járt itthon Balás Dávid dallasi ciszterci. Endrédy apát rajta keresztül üzent a római rendi központba, hogy akadályoztatása vagy halála esetén Kerekes János Károlyt jelöli meg mint apostoli kormányzót. Fogsága alatt többször is megbocsátott megkínzóinak, feljegyzéseiben ezt írja: „Nem adnám oda a hatévi börtönélet szenvedéseit semmi földi kincsért. Valami óriási értéktöbbletet kaptam. Nem tudok haragudni senkire bántóim, kínzóim közül. Szeretek értük imádkozni úgy szívből, igazán. Ott is találkoztam igazán jó emberekkel.”

## Halála és temetése

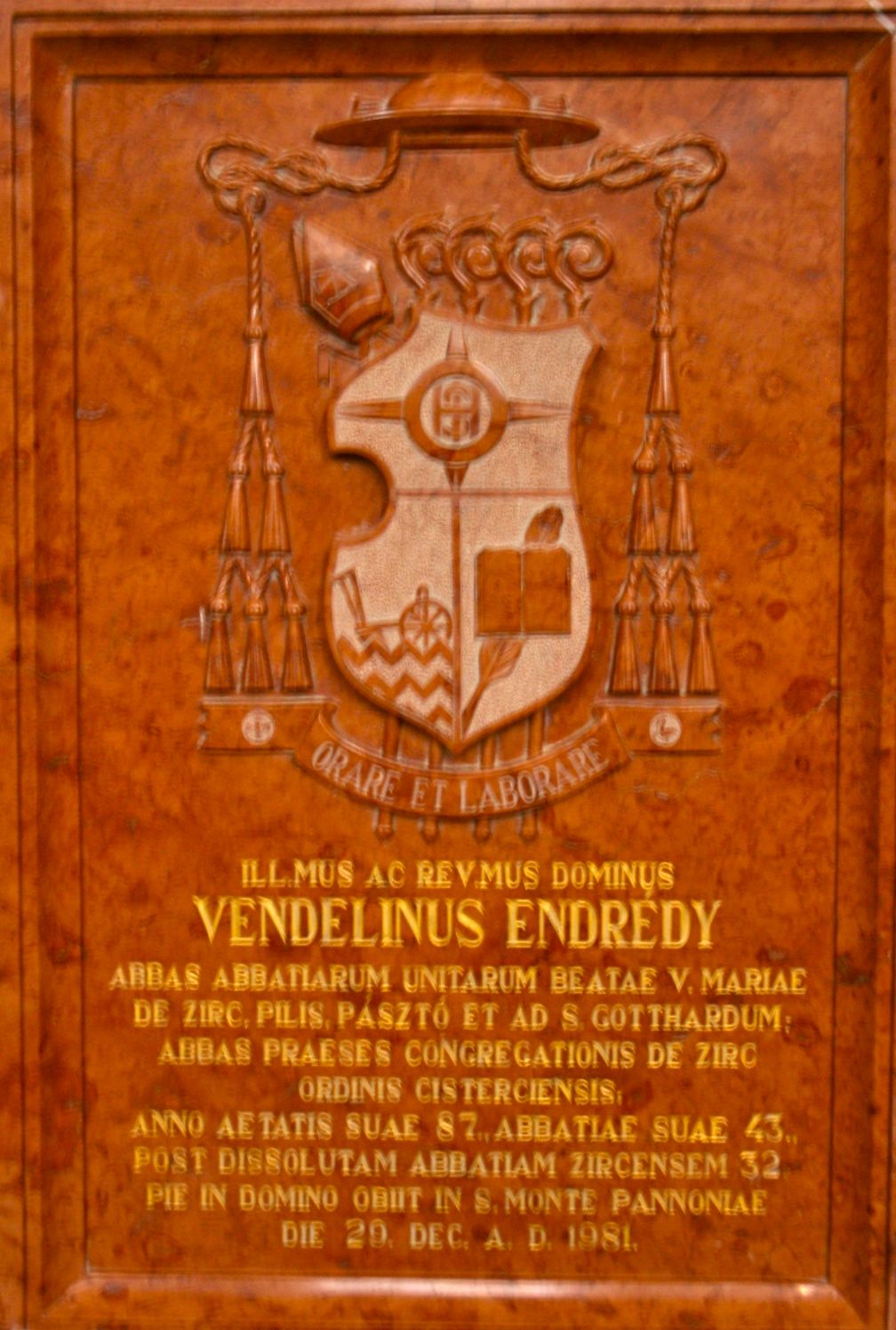
Endrédy Vendel sírja

Endrédy Vendel apát életének utolsó éveiben komoly betegségektől szenvedett. Ápolója, az 1960 óta mellette lévő gondozó, Csitos Ágnes kalocsai iskolanővér volt. A zirci apát nehéz, szenvedéssel teli hónapok után, 1981. december 29-én hunyt el. Halála előtt még több szerzetesfiát is fogadta, köztük Kerekes János Károlyt, akire halálos ágyán – még utoljára – nehezen formált szavakkal rábízta a magyar ciszterci közösséget. Pannonhalmi ravatalán Kovács Endre egri segédpüspök, ciszterci szerzetes végezte a beszentelését és celebrálta a szentmisét. Endrédy Vendel zirci apát 1982. január 7-én, halottaskocsin térhetett vissza a magyar ciszterci élet egykori szívébe, Zircre, ahol Kádár László Gábor ciszterci, egri érsek mondta a gyászmisét. Az apátsági templomban, Szent Bernát oltára alatt helyezték örök nyugalomra. A rendszerváltást követően, 1990. május 18-án az ellene 1951-ben hozott bírósági ítéletet semmisnek nyilvánították. A ciszterci rend 2012-ben indította el a boldoggá avatási eljárás előkészületeit.

## Művei
- Egy fogoly apát feljegyzései. Endrédy Vendel zirci apát feljegyzései az ÁVH börtönében; szerk. Cúthné Gyóni Eszter; METEM–Historia Ecclesiastica Hungarica Alapítvány, Bp.–Szeged, 2013 (METEM könyvek)